# Ibalia hunanica
Ibalia hunanica är en stekelart som beskrevs av Liu och Göran Nordlander 1994. Ibalia hunanica ingår i släktet Ibalia och familjen skärknivsteklar. Inga underarter finns listade i Catalogue of Life.